# 兵庫警察署
兵庫警察署（ひょうごけいさつしょ）は、兵庫県警察が管轄する警察署の一つ。大規模警察署であるが署長は警視(過去には警視正の時代あり)。管轄地域の人口は約10万。

## 所在地
- 神戸市兵庫区下沢通三丁目1番28号[1]

## 管轄区域
神戸市兵庫区（神戸水上警察署の管轄区域を除く区域）

## 交番
- 平野交番 - 下三条町9-21
- 荒田交番 - 荒田町2丁目19-2
- 福原交番 - 福原町8-15
- 湊川交番 - 荒田町1丁目20-2
- 新開地交番 - 新開地5丁目2-29
- 熊野交番 - 熊野町3丁目1-3
- 菊水西交番 - 鵯越町20-16
- 皿池交番 - 下沢通7丁目2-17
- 大開交番 - 大開通6丁目4-14
- 兵庫駅前交番 - 羽坂通4丁目1-1
- 七宮交番 - 七宮町2丁目3-13
- 中之島交番 - 中之島1丁目1-1
- 明親交番 - 須佐野通3丁目3
- 御崎公園交番 - 御崎町1丁目1-2

## 駐在所
- キャナルタウン駐在所 - 駅南通5丁目2 キャナルタウンウエスト4号棟1階 令和4年3月1日閉所

## アクセス
- 神戸市営地下鉄 湊川公園駅から南西へ約300m
- 阪神・阪急・神戸電鉄 新開地駅から北西へ約300m
- JR 兵庫駅から北東へ約1.3km
- 神戸市バス 上沢4丁目下車、南東へ約200m

## その他
- 1995年1月17日、阪神・淡路大震災の発生により庁舎が倒壊、当直業務に当たっていた警察官10名が閉じ込められ、うち1名が犠牲となった。